# Perdita di eterozigosi
La perdita di eterozigosi (in inglese "loss of heterozygosity" o LOH) in una cellula diploide rappresenta la perdita della normale funzione di un allele di un gene nel quale l'altro allele era già precedentemente inattivato.
Questo termine è largamente usato in ambito oncologico. In seguito all'inattivazione (dovuta a mutazioni) di un allele di un gene oncosoppressore in una cellula germinale parentale, l'eventuale progenie acquisirà l'omozigosi (sfavorevole) per quell'allele.
In oncologia, la perdita di eterozigosi avviene quando l'allele funzionale presente in una cellula somatica di un membro della progenie mutata, viene anch'esso inattivato in seguito ad un'altra mutazione. Il risultato di ciò è la mancata espressione dell'oncosoppressore con successiva trasformazione neoplastica.